# Гримм (6-й сезон)
Шестой сезон фэнтезийного драматического сериала «Гримм», премьера которого состоялась на канале NBC 6 января 2017 года, состоит из 13 эпизодов. Шоу было создано Дэвидом Гринуолтом, Джимом Коуфом и Стивеном Карпентером и рассказывает о детективе Нике Бёркхардте из отдела убийств, который узнаёт, что является потомком группы охотников, известных как «Гриммы». Им дарована возможность видеть в людях «Существ», и они сражаются за то, чтобы сохранить человечество в безопасности от этих сверхъестественных сущностей.
29 августа 2016 года NBC объявил, что шестой сезон станет заключительным.

## В ролях

### Основной состав
- Дэвид Джинтоли — Ник Бёркхардт (13 эпизодов)
- Расселл Хорнсби — Хэнк Гриффин (13 эпизодов)
- Сайлас Уэйр Митчелл — Монро (13 эпизодов)
- Битси Таллок — Джульетта Силвертон / Ева (13 эпизодов)
- Реджи Ли — сержант Дрю Ву (13 эпизодов)
- Саша Ройз — капитан Шон Ренар (13 эпизодов)
- Бри Тёрнер — Розали Калверт (13 эпизодов)
- Клэр Коффи — Адалинда Шейд (13 эпизодов)

### Второстепенный состав
- Крис Маккена — лейтенант Гроссант (2 эпизода)
- Жаклин Тобони – Тереза «Беда» Рубел (4 эпизода)
- Дэнни Бруно – Бад Вурстнер (2 эпизода)
- Ханна Лойд – Диана Шейд-Ренар (10 эпизодов)
- Дэмиен Пакер — Мартин Мейснер (4 эпизода)

## Эпизоды
| № общий | № в сезоне | Название                                           | Режиссёр       | Автор сценария                                                | Дата премьеры   | Произв. код | Зрители в США (млн) |
| --- | ---------- | -------------------------------------------------- | -------------- | ------------------------------------------------------------- | --------------- | ----------- | ------------------- |
| 111 | 1          | «Fugitive» «Беглец»                                | Аарон Липстадт | Дэвид Гринуолт и Джим Коуф                                    | 6 января 2017   | 601         | 4,49                |
| После убийства Бонапарта Ренар использует должность мэра и шефа полиции, чтобы разослать ориентировку и приказ на уничтожение на Ника. Он объявляет Ника виновным в произошедшем в лофте и в убийстве полицейских из Северного участка. Ник вынужден залечь на дно, прячась в мастерской Бада. Тем временем Ева продолжает чувствовать последствия своего исцеления. Несмотря на попытку запутать полицейских, Ника быстро обнаруживают. Ренар даёт приказ отряду спецназа штурмовать мастерскую и не брать Ника живым. Открывающая цитата: «Может быть, этот мир и есть ад другой планеты». |            |                                                    |                |                                                               |                 |             |                     |
| 112 | 2          | «Trust Me Knot» «Узел доверия»                     | Джон Грей      | Дэвид Гринуолт и Джим Коуф                                    | 13 января 2017  | 602         | 4,24                |
| Хэнк и Ву придумывают, как остановить Ренара, однако охота на Ника всё ещё продолжается. Ева пытается разгадать значение символов на ткани, в которую была завёрнута палочка. Адалинда использует заклятие, подтверждающее выполнение соглашения между Ником и Ренаром, а Монро и Розали тем временем присматривают за Дианой. Открывающая цитата: «Человек есть не то, что он думает, человек есть то, что он скрывает». |            |                                                    |                |                                                               |                 |             |                     |
| 113 | 3          | «Oh Captain, My Captain» «О капитан, мой капитан»  | Дэвид Джинтоли | Томас Йен Гриффит                                             | 20 января 2017  | 603         | 4,29                |
| Ник придумывает новый способ победить Ренара — с помощью заклятия превращается в Ренара. Настоящий Ренар узнаёт о двойнике и пытается исправить то, что Ник успел сделать от его имени. Остальная команда помогает в осуществлении плана Ника. После того как Ник под видом Ренара отказывается от поста мэра, они дерутся на крыше, а затем заключают сделку. Открывающая цитата: «В мгновения ужаса вы снова столкнётесь с самим собой...» |            |                                                    |                |                                                               |                 |             |                     |
| 114 | 4          | «El Cuegle» «Эльф»                                 | Карлос Авила   | Бренна Коуф                                                   | 27 января 2017  | 604         | 4,28                |
| После того, как Ника, Хэнка и Ву восстанавливают в полиции, они расследуют похищение младенца. Похититель оказывается Существом — Эльфом, который заявляет, что может видеть будущее детей и поедает только тех, которые совершат по-настоящему страшные вещи. Тем временем Ренар продолжает видеть Мейснера. Открывающая цитата: «Провидицы речи тревожные слушали тевкры, но гнева богов опасаясь, на веру не приняли их». |            |                                                    |                |                                                               |                 |             |                     |
| 115 | 5          | «The Seven Year Itch» «Семь лет»                   | Ли Роуз        | Джефф Миллер                                                  | 3 февраля 2017  | 605         | 4,08                |
| Обнаружение трупа в парке приводят Ника и Хэнка к насекомоподобному Существу, которое выкапывется из земли на сутки каждые семь лет. За это время ему необходимо найти жертву, чтобы питаться ей следующие семь лет. Тем временем в лофте Адалинда находит раненую Еву в тоннеле, где она в трансе рисовала знаки с ткани на стенах. Монро и Розали узнают, что ждут тройню, а Ренар пытается выяснить, является Мейснер галлюцинацией или призраком. Открывающая цитата: «Если где-то чешется, милейший, нужно почесать». |            |                                                    |                |                                                               |                 |             |                     |
| 116 | 6          | «Breakfast in Bed» «Завтрак в постель»             | Джули Сингир   | Кайл Маквей                                                   | 10 февраля 2017 | 606         | 4,00                |
| Жестокое убийство выводит Ника и Хэнка на след альпа — Существа, которое питается снами и охотится в мотеле. Тем временем Ева, Монро и Розали пытаются расшифровать символы на ткани, в которую была обернута палочка; они выясняют, что символы указывают на будущую дату. Призрак Мейснера предупреждает Ренара о засаде Чёрного когтя. Открывающая цитата: «Заснуть отрадно, умереть отрадней, Но лучше не родиться никогда». |            |                                                    |                |                                                               |                 |             |                     |
| 117 | 7          | «Blind Love» «Слепая любовь»                       | Аарон Липстадт | Шон Колдер                                                    | 17 февраля 2017 | 607         | 3,92                |
| Розали дарит Монро поездку на день рождения и приглашает с ними всех друзей. События принимают неожиданный оборот, когда один из сотрудников отеля решает отомстить Нику за арест своего отца. Тем временем Еву посещает тёмная сила, которую она уже видела прежде; капитан Ренар проводит выходные с Дианой, когда его бывший союзник решает с ним поквитаться. Открывающая цитата: «Любовь душой, а не глазами смотрит. И оттого крылатый Купидон представлен нам слепым и безрассудным». |            |                                                    |                |                                                               |                 |             |                     |
| 118 | 8          | «The Son Also Rises» «Сын также восстанет»         | Питер Вернер   | Тодд Миллинер и Ник Пит                                       | 24 февраля 2017 | 608         | 4,01                |
| Ева решает остаться ночевать в лавке специй, однако её вскоре атакует существо из зеркала. Монро и Розали находят её утром без сознания. Пока Ник остаётся у её постели в больнице, Хэнк и Ву расследуют убийство нескольких учёных. В ходе расследования выясняется, что учёные вернули к жизни сына одного из них, пересадив ему части тела мёртвых существ и создав монстра наподобие монстра Франкенштейна. Тем временем Ренар пытается расшифровать символы из тоннеля, выясняя, что они являются частью пророчества. 'Открывающая цитата: «Человек выбирает зло, не потому что это зло; он ошибочно принимает его за счастье, которое ищет». |            |                                                    |                |                                                               |                 |             |                     |
| 119 | 9          | «Tree People» «Древочеловек»                       | Джим Коуф      | Бренна Коуф                                                   | 3 марта 2017    | 609         | 4,23                |
| После того, как остальные узнают о том, что видели Ник и Ева в зеркале, они решают никогда в одиночку не смотреть в любые зеркала, чтобы помешать существу забрать их. Ник, Хэнк и Ву расследуют загадочную пропажу браконьера в лесу, чей друг утверждает, что товарищ был убит неким древоподобным монстром. Вскоре они обнаруживают ещё более странные исчезновения в том же лесу. Когда они находят в лесу дерево с человеческими образами на коре, они понимают, что исчезновения дело рук двух существ — Киношимобе и Дзюбокко. С помощью Монро и Розали Ник, Хэнк и Ву ставят на них ловушку... Открывающая цитата: «И остался недвижим, ядом скованный моим». |            |                                                    |                |                                                               |                 |             |                     |
| 120 | 10         | «Blood Magic» «Магия крови»                        | Дженис Кук     | Томас Йен Гриффит                                             | 10 марта 2017   | 610         | 3,95                |
| После нескольких жестоких убийств в местном доме престарелых, Ник и Хэнк узнают об эвтаназии, которая практикуется в сообществе существ. Ева задаёт Адалинде вопросы, на которые лишь ведьма может дать ответ. Даша, русская подруга Ренара, рассказывает ему о пророчестве, которое предсказывает приход чего-то ужасного. После этого Ренар решает расспросить Ника о таинственных символах в тоннеле. Открывающая цитата: «Нет ничего, определённей смерти, и ничего, неопределённее момента её наступления». |            |                                                    |                |                                                               |                 |             |                     |
| 121 | 11         | «Where the Wild Things Were» «Где жили чудовища»   | Терренс О’Хара | Бренна Коуф                                                   | 17 марта 2017   | 611         | 3,96                |
| Ева находит заклинание, которое проводит её в мир по ту сторону зеркала; Ник, используя палочку, следует за ней. Они оказываются в напоминающем Шварцвальд лесу, где примитивные люди и существа убивают и поедают друг друга. В то же время остальные решают показать Ренару тоннель и палочку, надеясь, что его подруга может им помочь. Даша говорит Ренару о пророчестве, предвещающем приход Дьявола, который возьмёт себе «шафат» (дитя-невеста) и будет иметь с ней 100 детей; она думает, что Диана и есть Шафат. На другой стороне Ник и Ева встречаются лицом к лицу со своим врагом — Разрушителем. Открывающая цитата: «Ад пуст, все черти здесь». |            |                                                    |                |                                                               |                 |             |                     |
| 122 | 12         | «Zerstörer Shrugged» «Разрушитель расправил плечи» | Аарон Липстадт | История: Дэвид Гринуолт и Джим Коуф Телесценарий: Бренна Коуф | 24 марта 2017   | 612         | 4,14                |
| Ник, Ву и Хэнк ищут Разрушителя, который проник через зеркало в Портленд. Адалинда и Ренар прячут Диану и Келли в домике в лесу (жилище Потрошителя из первого дела Ника как Гримма). Беда, закончившая уничтожение организации Чёрный Коготь, приезжает в город. Монро, Розали и Ева понимают, что палочка на самом деле является недостающей частью могущественного жезла Разрушителя. Когда Ник, Хэнк и Ву готовятся к охоте на Разрушителя в полицейском участке, он нападает на них первым... Открывающая цитата: «Ты поразишь их жезлом железным...» |            |                                                    |                |                                                               |                 |             |                     |
| 123 | 13         | «The End» «Конец»                                  | Дэвид Гринуолт | Дэвид Гринуолт и Джим Коуф                                    | 31 марта 2017   | 613         | 4,33                |
| После гибели Хэнка и Ву, Разрушитель нападает на лавку пряностей, где смертельно ранит Еву. Убив всех, кроме Ника, он говорит, что может вернуть их к жизни, если Ник отдаст ему палочку. С помощью Беды и призраков тёти Мари и Келли, Ник убивает Разрушителя его же собственным посохом; посох становится единым, соединяясь с палочкой в руках Ника — таким образом, посох отныне принадлежит ему. Когда Ник хочет оживить Адалинду с помощью посоха, появляется портал на другую сторону, который затягивает Ника вместе с посохом внутрь. Портал относит Ника на несколько дней назад в дом Монро, в тот момент, когда они с Евой возвратились с другой стороны и все его друзья живы. 20 лет спустя. Взрослый Келли Бёркхардт в трейлере записывает историю своего отца в книгу Гриммов. Появляется Диана и говорит, что родители ждут их, так как есть работа для Гриммов. Келли забирает посох и они отправляются делать дело. Открывающая цитата: «Твой жезл и Твой посох — они успокаивают меня». |            |                                                    |                |                                                               |                 |             |                     |